# Rob Schwimmer
Rob Schwimmer (1955) is een Amerikaanse improvisatiemuzikant, jazzmuzikant (piano, orgel, toetsen, percussie, theremin, daxofoon, Haken Continuum, citer) en filmcomponist.

## Biografie
Rob Schwimmer werkte sinds begin jaren 1980 onder andere met Annette Peacock, Thurman Barker, Roger Eckstine, James Emery, Haruhiko Takauchi, Bob Belden en Zane  Massey. In 1999 ontstond met Uri Caine en Mark Feldman het trioalbum Theremin Noir, gevolgd door The Zmiros Project (Traditional Crossroads, 2001), dat hij had opgenomen met de trompettist Frank London en de Klezmatics-zanger Lorin Sklamberg, en het piano-soloalbum Beyond the Sky (2006). Op het gebied van de jazz was hij tussen 1974 en 2006 betrokken bij 22 opnamesessies. Als sessiemuzikant werkte hij bovendien met Simon & Garfunkel, Stevie Wonder en Bette Midler. Verder schreef hij muziek voor films als Love Walked In (1997), Infamous van Truman Capote (2006), Freeheld (2007) en Alien Trespass (2009).
- Gemeinsame Normdatei: 135250587
- International Standard Name Identifier: 0000 0000 9578 8099
- Library of Congress Control Number: n97015786
- Virtual International Authority File: 141273600